# Okręg wyborczy nr 20 do Sejmu Polskiej Rzeczypospolitej Ludowej (1989–1991)
Okręg wyborczy nr 20 do Sejmu Polskiej Rzeczypospolitej Ludowej (1989–1991) obejmował województwo elbląskie. W ówczesnym kształcie został utworzony w 1989. Wybieranych było w nim 5 posłów w systemie większościowym.
Siedzibą okręgowej komisji wyborczej był Elbląg.

## Wybory parlamentarne 1989

### Mandat nr 78 –Polska Zjednoczona Partia Robotnicza
| Kandydat | I tura | I tura | II tura | II tura |
| Kandydat | Głosów | %      | Głosów  | %       |
| --- | ------ | ------ | ------- | ------- |
| Jerzy Józefiak                                                                                                 | 34 456 | 21,05  | 34 431  | 43,55   |
| Ryszard Zapolski-Downar                                                                                        | 32 568 | 19,89  | 28 817  | 36,45   |
| Henryk Diffenbach                                                                                              | 27 355 | 16,71  | —       | —       |
| Liczba głosów ważnych: 163 710 (I tura) • 79 061 (II tura) Źródło: Państwowa Komisja Wyborcza I tura i II tura |        |        |         |         |

### Mandat nr 79 –Polska Zjednoczona Partia Robotnicza
| Kandydat | I tura | I tura | II tura | II tura |
| Kandydat | Głosów | %      | Głosów  | %       |
| --- | ------ | ------ | ------- | ------- |
| Jerzy Bartnicki                                                                                                | 45 407 | 28,56  | 48 990  | 61,91   |
| Jan Obrzut | 21 662 | 13,63  | 19 487  | 24,63   |
| Mieczysław Michalik                                                                                            | 18 929 | 11,91  | —       | —       |
| Jerzy Szewczyński                                                                                              | 10 443 | 6,57   | —       | —       |
| Liczba głosów ważnych: 158 964 (I tura) • 79 132 (II tura) Źródło: Państwowa Komisja Wyborcza I tura i II tura |        |        |         |         |

### Mandat nr 80 –Zjednoczone Stronnictwo Ludowe
| Kandydat | I tura | I tura | II tura | II tura |
| Kandydat | Głosów | %      | Głosów  | %       |
| --- | ------ | ------ | ------- | ------- |
| Barbara Czyż                                                                                                   | 37 142 | 24,07  | 44 534  | 56,35   |
| Witold Białobrzewski                                                                                           | 19 695 | 12,76  | 21 557  | 27,28   |
| Wiesław Szmigiel                                                                                               | 11 968 | 7,76   | —       | —       |
| Stanisław Czupa                                                                                                | 11 659 | 7,56   | —       | —       |
| Czesław Stąsiek                                                                                                | 9427   | 6,11   | —       | —       |
| Liczba głosów ważnych: 154 312 (I tura) • 79 031 (II tura) Źródło: Państwowa Komisja Wyborcza I tura i II tura |        |        |         |         |

### Mandat nr 81 –Stronnictwo Demokratyczne
| Kandydat | I tura | I tura | II tura | II tura |
| Kandydat | Głosów | %      | Głosów  | %       |
| --- | ------ | ------ | ------- | ------- |
| Zdzisław Barański                                                                                              | 32 998 | 20,84  | 33 557  | 42,35   |
| Michał Waluk                                                                                                   | 24 001 | 15,16  | 32 261  | 40,72   |
| Henryk Lipski                                                                                                  | 20 544 | 12,97  | —       | —       |
| Euzebiusz Czuryło                                                                                              | 15 315 | 9,67   | —       | —       |
| Liczba głosów ważnych: 158 367 (I tura) • 79 226 (II tura) Źródło: Państwowa Komisja Wyborcza I tura i II tura |        |        |         |         |

### Mandat nr 82 – bezpartyjny
| Kandydat                                                          | Głosów  | %     |
| ----------------------------------------------------------------- | ------- | ----- |
| Edmund Krasowski                                                  | 109 778 | 63,53 |
| Barbara Jakubowska                                                | 43 692  | 25,29 |
| Jan Zdralewicz                                                    | 9220    | 5,34  |
| Liczba głosów ważnych: 172 785 Źródło: Państwowa Komisja Wyborcza |         |       |